# Poesiomat (Vrchní Orlice)
Poesiomat ve Vrchní Orlici u Bartošovic v okrese Rychnov nad Kněžnou stojí před kostelem svatého Jana Nepomuckého u cesty.

## Historie
Poesiomat byl zprovozněn 16. července 2022 a s jeho umístěním pomohl Česko-německý fond budoucnosti. Lze si na něm zvolit jednu z dvaceti zvukových stop, například básně místních autorů Vladislava Bukáčka, Jana Píši a Hany Tylšové, vyprávění staré pověsti z Vrchní Orlice, německé lidové písně z Orlických hor, vzpomínky pamětníků na poválečný odsun, píseň Zuzany Navarové či Oldřicha Janoty nebo ukázku z díla Bohumila Hrabala Obsluhoval jsem anglického krále, které se částečně natáčelo na Vrchní Orlici.
Další poesiomaty v českém pohraničí jsou ve Šitboři, Prášilech, Horní Polici, Olešné, Skocích a na kalvárii u Ostré.